# 新莱宁根
新莱宁根是德国莱茵兰-普法尔茨州的一个市镇。总面积9.07平方公里，总人口825人，其中男性399人，女性426人（2011年12月31日），人口密度91人/平方公里。